# Werenfried van Straaten

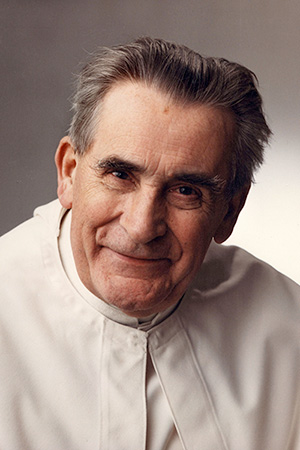
Pater Werenfried van Straaten

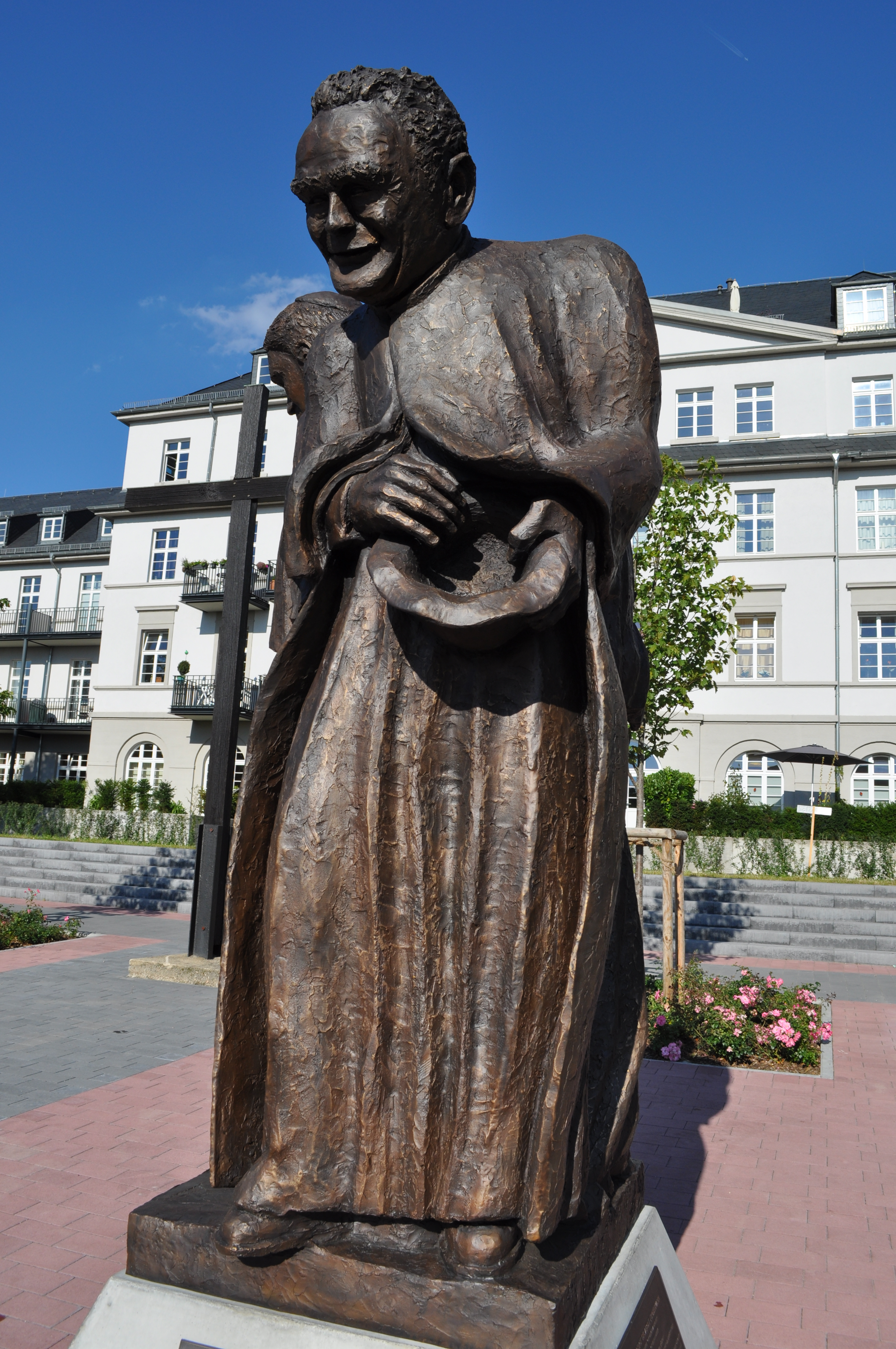
Beeld van Pater Werenfried in Königstein, een van de drie "Königsteiner Kirchenväter" (“Kerkvaders van Königstein"), een werk van Christoph Loch

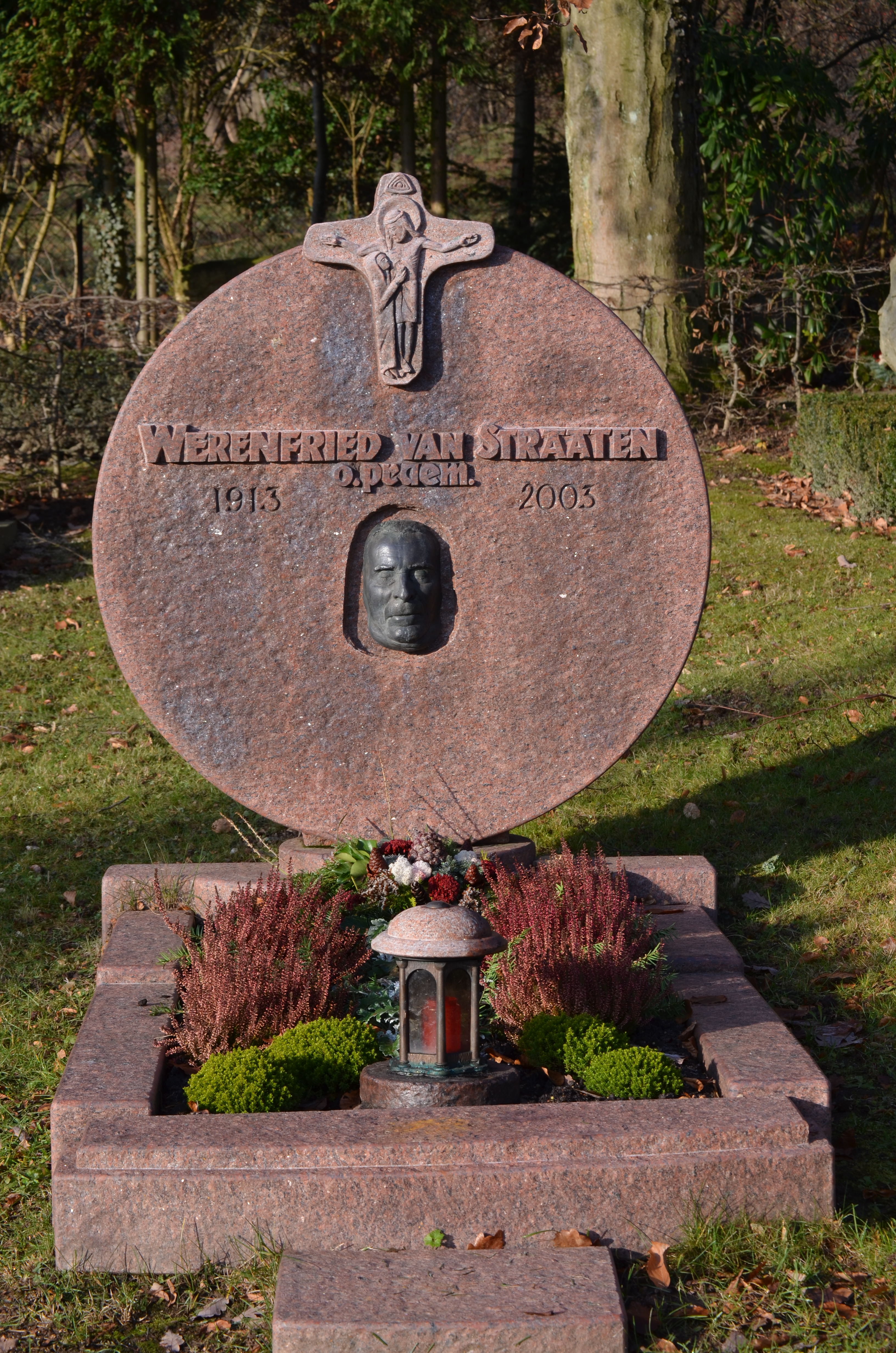
Königstein, kerkhof, graf van pater Werenfried

Werenfried van Straaten, O. Praem., geboren als Flip van Straaten (Mijdrecht, 17 januari 1913 – Bad Soden am Taunus, 31 januari 2003) was een Nederlandse norbertijn, priester en de oprichter van de ontwikkelings- en liefdadigheidsorganisatie Stichting Kerk in Nood/Oostpriesterhulp.

## Levensloop
Van Straaten trad in 1934 in de Vlaamse norbertijner abdij van Tongerlo in en verkreeg daar zijn kloosternaam Werenfried.

### Oostpriesterhulp
In 1947 schreef hij in het kerstnummer van het tijdschrift van de abdij het artikel "Er was voor hen geen plaats in de herberg", over de grote ellende van de veertien miljoen verdreven en verjaagde Duitse overlevende vluchtelingen afkomstig uit de voormalige Oost-Duitse provincies. De meesten van hen leden onder het verlies van vermoorde of gevangengenomen familieleden, onder ernstige hongersnood in het door de geallieerden bezette Duitsland, geen of slechte behuizing, gebrek aan verwarming en een vast onderdak. De sterfte onder deze vluchtelingen was ongemeen hoog in de winter van 1946 en 1947. 
Pater Werenfried van Straaten begon hierop een hulpactie (de Oostpriesterhulp) voor verdreven en ontheemde Duitsers (uit de voormalige oostelijke Duitse gebieden in Midden-Europa). Hij begon met het inzamelen van kleding, voedsel en geld. Katholieke Belgen en Nederlanders gaven - ook kort na het einde van de Tweede Wereldoorlog - massaal gehoor aan de voedselhulpoproep van Van Straaten. Duizenden kilo's spek werden ingezameld en door "rugzakpriesters" in "kapelwagens" (wagens omgebouwd tot mobiele bidplaatsen waarin de Heilige Mis gelezen werd in de verwoeste Duitse steden en de provisorische vluchtelingenkampen) naar het bezette en verdeelde Duitsland gebracht. Dit bezorgde hem de bijnaam "de Spekpater", een naam waarop hij zeer gesteld zou worden.
Tijdens de jaren 1950 en na de Hongaarse Opstand in 1956 begon Oostpriesterhulp/Kerk in Nood de vervolgde gelovigen, bisdommen en kerkelijke organisaties in Midden- en Oost-Europa te steunen om zo de vervolgde christenen in communistische landen te helpen in hun strijd om het overleven. Vanaf 1964 was de organisatie ook in de Derde Wereld actief, onder meer in Azië, Afrika en Zuid-Amerika. Op verzoek van paus Johannes XXIII begon Kerk in Nood in 1962 met hulpwerkactiviteiten in Latijns-Amerika.

### Bouworde
Van Straaten richtte ook de Bouworde op. Tijdens de BRT-uitzending Ten huize van Pater Werenfried van Straaten op 13 december 1972 vertelde hij hoe hij op het idee kwam: "Ik gaf aan een kind een prentje en zei: 'Hang dat thuis maar aan de muur.' Toen zei dat meisje: 'Pater, wij hebben thuis geen muur.' " Daarop richtte Van Straaten de Bouworde op, een internationale organisatie die zich inzet om huizen voor armen, ontheemden en vluchtelingen te bouwen. 
De oprichting van de Internationale Bouworde was niet alleen een antwoord op de grote noden in Europa, kort na de Tweede Wereldoorlog. Ze was tegelijkertijd een gebaar van verzoening en een poging tot verbroedering van alle mensen en volken. In de beginjaren werd er vooral gewerkt in West-Duitsland, maar onder moeilijke omstandigheden ook op kleine schaal op het territorium van de communistische DDR, om daar vluchtelingen uit de verloren oostelijke Duitse provincies te voorzien van een nieuw huis. Eind jaren 50 werden ook elders in Europa projecten en ontwikkelingshulpprogramma's uitgevoerd en later ook in Afrika en Zuid-Amerika woningen, ziekenhuizen, scholen en nutsvoorzieningen gebouwd door de Bouworde.
Van Straaten bestreed het communisme dat hij zag als een "verknechtende ideologie". Toen in 1989 het IJzeren Gordijn viel, zag Van Straaten dit als een kans tot herevangelisering van de Oostbloklanden. Van Straaten werd meteen de belangrijkste gesprekspartner van de Russisch-orthodoxe Kerk.

### Overlijden en uitvaart
Pater van Straaten viel in 2003 in een coma en overleed op 90-jarige leeftijd in een Duits ziekenhuis. (Hij verbleef al enkele jaren in de Duitse deelstaat Hessen.) Kerk in Nood kreeg onder meer een rouwtelegram van kardinaal Sodano, Vaticaans staatssecretaris namens paus Johannes Paulus II, van het patriarchaat van Moskou (Russisch-orthodoxe Kerk) en van de heer Herman De Croo, toen voorzitter van de Kamer in het Belgisch parlement. De uitvaart vond plaats in de kathedraal van Limburg an der Lahn. De hoofdcelebrant was de prefect van de Romeinse Congregatie voor de Clerus, kardinaal Darío Castrillón Hoyos. Kardinaal Joachim Meisner van Keulen, bisschop Franz Kamphaus van Limburg en talrijke andere bisschoppen en priesters uit de hele wereld waren aanwezig. Pater Werenfried werd begraven in Königstein im Taunus.

## Onderscheidingen
In 1993 werd Van Straaten bij zijn 80e verjaardag opgenomen in de Europese eresenaat. De Beweging voor de Verenigde Naties van Europa onderscheidde hem voor zijn leven voor grenzeloze en grensoverschrijdende naastenliefde. Tegelijkertijd met Van Straaten werd de vroegere Duitse minister van Buitenlandse Zaken Hans Dietrich Genscher in de Europese eresenaat opgenomen.

## Kerk in Nood/Oostpriesterhulp
Thans heeft de vereniging 10.000 projecten lopen, mogelijk gemaakt door giften van vele donateurs. Van Straatens humanitaire acties zouden over een periode van 55 jaar zo'n 2,5 miljard euro hebben ingezameld. De Stichting Kerk in Nood/Oostpriesterhulp heeft zetels in zestien landen en 8.000 hulpprojecten per jaar in 160 landen.
Van Straaten roeide vaak tegen de stroom in. Terwijl in de Benelux veel katholieke hulporganisaties in het spoor van het pluralistische gedachtegoed sociale in plaats van pastorale initiatieven gingen nastreven, bleef Van Straaten trouw aan zijn werkwijze: humanitaire hulp aan elke mens gekoppeld aan bekeringswerk, het bouwen van kerken en de steun aan priesteropleidingen in het Oostblok en andere gebieden gekenmerkt door christenvervolgingen.
Na de aanslagen van 11 september 2001 publiceerde een geschokte Van Straaten nog enkele vurige teksten waarin hij opriep tot "kruistochten van gebed" tegen de "goddelozen" en de "dienaars des duivels."

## In populaire cultuur
- In de satirische strip "Pest in 't Paleis" uit 1983 door Guido van Meir en Jan Bosschaert wordt Van Straaten geparodieerd als pater "Weeralfriet". Hij wordt door "Poppol de Pool" (paus Johannes-Paulus II) naar "de Lage Landen" gestuurd als Inquisiteur.

- In AJ Quinnell's thriller 'In the name of the father' (1987) komt de Bacon Priest ook voor onder de naam 'Pieter van den Burgh'. Het boek verhaalt over een plot van het Vaticaan om Partijvoorzitter Andropov uit te schakelen nadat zij ontdekken dat Andropov een moordaanslag op de paus beraamt. The Bacon Priest is in het boek onderdeel van een Katholiek netwerk dat in de Sovjet Unie en landen van het Warshau Pact actief is.

### Eigen publicaties
- Ze noemen me de Spekpater
- Sie nennen mich Speckpater, Recklinghausen 1961-1995
- Wo Gott weint, Recklinghausen 1969
- Vorwort zum Buch "Was die Liebe vermag - Das Gebetbuch von vier litauischen Mädchen im sibirischen Exil", München / Zürich / Wien 1985
- Ein Bettler für Gott: autobiographische Aufzeichnungen und ausgewählte Gedanken des Speckpaters, Neue Stadt, München-Zürich-Wien 1991
- Kämpfer für den Frieden, Werenfried van Straaten über sein Lebenswerk für bedrängte Christen, Königstein 2001 (Strijder voor de vrede. Werenfried van Straaten over zijn levenswerk voor verdrukte christenen. Met voorwoord door Chiara Lubich).